# Анн Петрен
Анн Луїза Марія Петрен (швед. Ann Louise Maria Petrén; нар.. 25 травня 1954, Вестерос) — шведська акторка, дворазова володарка премії «Золотий жук» за найкращу жіночу роль.

## Життєпис
Анн Петрен народилася в родині металурга Фольк Петрена і Мод Якобссон. У школі відвідувала театральний гурток. У 1976 році вступила до театральної школи Мальме, через рік вже грала в п'єсах місцевого театру Teater 23. По закінченні навчання в 1979 році повернулася у Вестерос, де сім років працювала в міському театрі.
В 1986 році на запрошення Норрботтенстеатерн переїжджає до Стокгольма. Потім грала в прем'єрній постановці п'єси Teaterterroristerna (1985) в театрі Boulevardteatern під керівництвом режисера Мікаела Сегерстрема. В 1988 році вступила до постійної трупи Стокгольмського міського театру. Тут однією з найбільш примітних робіт акторки стала моновистава Vit, rik, fri (2010), написана і поставлена спеціально для неї Христиною Узунідіс.

### Кіно
У кіно дебютувала в 1984 році. У 2004 удостоєна премії «Золотий жук» за роль у фільмі Om jag vänder mig om. Незабаром після цього нагороджена преміями Ярла Кулле Кулле, Шведської асоціації театральних критиків і премією Guldsolen, заснованої каналом TV4. У 2005 знову номінована на премію «Золотий жук» за фільм Masjävlar, але вдруге визнана найкращою кіноакторкою Швеції в 2012 році за роль у фільмі Happy End'. У 2011 році нагороджена премією газети «Дагенс нюхетер». У 2015 році удостоєна медалі Літератури і мистецтв і премії Пера Ганневіка.

### Інше
У 2011 році була ведучою радіопрограми Sommar i P1.
З 2002 року одружена з музикантом Бенгтом Бергером.

## Нагороди та премії
- 2004 — премія кінофестивалю «Фестроя»[3];
- 2004 — премія «Золотий жук» найкращій акторці за роль Аніти у фільмі Om jag vänder mig om[4];
- 2004 — премія імені Ярла Кулле;
- 2004 — премія Шведської асоціації театральних критиків;
- 2004 — премія Guldsolen каналу TV4;
- 2008 — премія Вівекі Сельдаль[3];
- 2011 — премія газети «Дагенс нюхетер»[4];
- 2012 — премія «Золотий жук» найкращій акторці за роль Юнни у фільмі Happy End[4];
- 2015 — медаль Літератури і мистецтв[5];
- 2015 — Премія Пера Ганневика.

## Вибрана фільмографія
- 1986 — Bröderna Mozart
- 1986 — I lagens namn
- 1986 — Teaterterroristerna
- 1991 — Sista vinden från Kap Horn
- 1992 — Min store tjocke far
- 1994 — Bara du & jag
- 1995 — Den täta elden (телесеріал)
- 1998 — Kvinnan i det låsta rummet (телесеріал)
- 1999 — Mamy Blue
- 2000 — Den bästa sommaren
- 2000 — Brott§våg (телесеріал)
- 2001 — Kvinna med födelsemärke (телесеріал)
- 2001—2002 — Olivia Twist (телефільм)
- 2002 — Gåvan
- 2002 — Utanför din dörr
- 2002 — Taurus (телесеріал)
- 2002 — Olivia Twist (телесеріал)
- 2003 — Om jag vänder mig om
- 2003 — Number One
- 2003 — Belinder auktioner (телесеріал)
- 2004 — Masjävlar
- 2004 — Graven (телесеріал)
- 2005 — Mun mot mun
- 2005 — Coachen (телесериал)
- 2005 — Kvalster (телесеріал)
- 2006 — Möbelhandlarens dotter (телесеріал)
- 2006 — Örnen (телесеріал)
- 2006 — LasseMajas detektivbyrå (телесеріал)
- 2007 — Beck — Gamen
- 2008 — Maria Larssons eviga ögonblick
- 2008 — Om ett hjärta (телесериал)
- 2008 — Habib (телесеріал)
- 2009 — Havet
- 2009 — Olof 1440 min (короткометражний фільм)
- 2010 — Fröken Märkvärdig & Karriären (телесеріал)
- 2011 — Åsa-Nisse — wälkom to Knohult
- 2011 — Happy End
- 2011 — Anno 1790 (телесеріал)
- 2012 — Bättre Ränta
- 2013 — Kilimanjaro
- 2013 — Eskil och Trinidad
- 2014 — Hallåhallå
- 2014 — Welcome to Sweden (телесеріал)
- 2015 — Bron (телесериал)
- 2015 — Tjugonde — Mattias Alkberg (музичне відео)
- 2015—2017 — Jordskott (телесеріал)
- 2016 — Flickan, mamman och demonerna
- 2017 — Hunden
- 2017—2018 — Bonusfamiljen (телесеріал)

## Обрані театральні роботи
| Рік  | Роль                       | Вистава автор                            | Режисер          | Театр                        |
| ---- | -------------------------- | ---------------------------------------- | ---------------- | ---------------------------- |
| 1990 | Єлена, графиня де Кеффельд | «Кін» Александр Дюма-батько              | Ян Мегерд        | Стокгольмський міський театр |
| 2009 | —                          | «Публіка» Федеріко Гарсія Лорка          | Сюзанна Остен    | Гетеборзький міський театр   |
| 2010 | —                          | «Август: Графство Осейдж» Трейсі Леттса  | Петер Далле      | Гетеборзький міський театр   |
| 2014 | —                          | I Annas garderob Анн-Софія Барані        | Сюзанна Остен    | Гетеборзький міський театр   |
| 2017 | Фру Флод                   | «Жителі острова Хемсе» Август Стріндберг | Стефан Мец       | Культурхусет Стадстеатерн    |
| 2017 | Естер                      | Den tatuerade änkan Ларс Молін           | Юнна Норденшельд | Скалатеатерн                 |
| 2018 | Клер                       | Jag är en annan nu Бйорн Рунге           | Бйорн Рунге      | Культурхусет Стадстеатерн    |